# Ottavio Vitale

Wappen von Ottavio Vitale

Ottavio Vitale RCJ (* 5. Februar 1959 in Grottaglie, Provinz Tarent, Italien) ist ein der Kongregation der Rogationisten angehörender Ordensgeistlicher und seit 2006 Bischof von Lezha in Albanien.

## Leben
Nach der Wiederzulassung der Religion in Albanien im Jahr 1990 wurde er als Missionar in das Balkanland entsandt, wo er in Lezha eine Niederlassung seines Ordens aufbaute und in der Seelsorge tätig war. Die Priesterweihe spendete ihm der Erzbischof von Tarent, Benigno Luigi Papa OFMCap, am 27. Juni 1992.
Am 5. Februar 2000 wurde er zum Apostolischen Administrator der Diözese Lezha ernannt. Am 23. November 2005 ernannte ihn Papst Benedikt XVI. zum Bischof von Lezha. Die Bischofsweihe spendete ihm der Erzbischof von Shkodra-Pult, Angelo Massafra OFM, am 6. Januar des folgenden Jahres. Mitkonsekratoren waren der Apostolische Nuntius in Albanien, Erzbischof John Bulaitis, und der Erzbischof von Durrës-Tirana, Rrok Mirdita.
Der letzte reguläre Vorgänger Vitales war von 1946 bis 1949 Bischof Frano Gjini, von 1949 bis 1951 hatte dann Ndre Lufi als Kapitelsvikar und Bistumsverweser gewirkt. Von da an waren Bischofsernennungen durch Rom im atheistischen Albanien nicht mehr möglich.